# Emmanuel Bénézit
Emmanuel Bénézit, il cui nome completo era Emmanuel-Charles Bénézit (Saint Helier, 5 gennaio 1854 – Parigi, 22 ottobre 1920), è stato un gallerista e storico dell'arte francese.

## Biografia
Figlio del musicista e compositore Charles Bénézit (1816 - 1871) nacque durante l'esilio del padre, oppositore del regime di Napoleone III di Francia.
Nel 1911 curò la prima edizione in tre volumi del Dictionnaire des peintres, sculpteurs, dessinateurs et graveurs. L'ultimo volume venne pubblicato postumo.
Vennero in seguito pubblicate diverse riedizioni ampliate del Dictionnaire Bénézit, la più recente è del 2006 in quattordici volumi e in lingua inglese. 
Fu collezionista e proprietario di una galleria d'arte a Parigi (Galerie Bénézit) che diresse fino al 1920.
Nella redazione del dizionario collaborò anche suo figlio Emmanuel Charles Louis Bénézit (1887 - 1975) che fu pittore.